# René Ricol
René Ricol, né le 26 décembre 1950 à Lyon, est un homme d'affaires français. Il a exercé de nombreux mandats institutionnels et a été chargé de plusieurs missions publiques.

## Biographie

### Carrière professionnelle

#### Les débuts à Paris (1976-1987)
Diplômé d’expertise-comptable, René Ricol quitte Lyon (où il a fait ses études), pour Paris, en 1976.
En 1978, il devient associé du cabinet d’expertise comptable DGR, puis rejoint en 1981 le cabinet Calan-Ramolino, qui devient Calan-Ramolino-Ricol. 

#### Associé fondateur de Ricol-Lasteyrie
Il crée en 1987 le cabinet d'expertise financière Ricol & Lasteyrie avec Jean-Charles de Lasteyrie et Gilles de Courcel. Le cabinet, dont il est le président et associé-fondateur, est spécialisé dans l'expertise financière indépendante.
En 1989, le cabinet Ricol & Lasteyrie met un terme à ses activités de commissariat aux comptes, pour pouvoir se consacrer au conseil.
En juillet 1989, René Ricol crée le réseau d'experts-comptables indépendants France Défi, suivi par Euro Défi en 1991.
En 2012, la société héberge 2F Conseil, société de conseil de François Fillon, ancien Premier ministre français - chef du gouvernement lorsque Ricol était commissaire général aux investissements. Dans le même temps, elle la rémunère à hauteur de 290 000 euros entre 2012 et 2017. Fillon lui fait notamment rencontrer Fouad Makhzoumi, leader dans la fourniture de pipelines.
En 2015, le cabinet d’audit international EY rachète la société Ricol & Lasteyrie.
En septembre 2018, René Ricol annonce qu’il crée un nouveau cabinet de conseil spécialisé dans l’appui direct à des grands patrons « dans des contextes à fort enjeu stratégique ».

#### Fonctions électives et institutionnelles

##### Président de l’International Federation of Accountants (IFAC)
En 2002, il devient le premier Français à occuper la présidence de l’IFAC.  
Sa présidence est marquée par l’affaire Enron et la crise financière qui s’ensuit. Avec la faillite du cabinet d’audit Arthur Andersen, le monde de la finance est particulièrement mis en cause. 

### Carrière publique
En 2005-2006, il est président de l’Agence française pour la création d’entreprise (APCE) .
En septembre 2008, il remet un rapport sur la crise financière mondiale au président de la République Nicolas Sarkozy, qui l’avait mandaté pour monter une mission de réflexion et de formulation de propositions de mesures. Dans une interview au journal Le Monde (à l’occasion du dixième anniversaire de la crise), Nicolas Sarkozy déclare à ce propos : « En avril 2008, j’ai demandé à René Ricol, un de nos meilleurs experts, de préparer un rapport sur les excès de la finance. Toutes les propositions et les questions abordées par le futur G20, en 2008 et en 2009, y figurent ». 
En octobre 2008, René Ricol est nommé médiateur du crédit par le président Sarkozy, fonction qu'il occupe jusqu'au 28 septembre 2009. 
Il est de 2010 à 2012 commissaire général aux investissements, chargé de la gestion des 35 milliards d'euros des Investissements d'avenir (ou « Grand emprunt »).  Il est remplacé à ce poste par décret du 7 juin 2012 par Louis Gallois. 
Il est coprésident du comité d’audit d’Areva entre 2010 et 2011 avec Guylaine Saucier, à la suite du rachat de la société minière Uramin pour 1,8 milliard d’euros en 2007.
En 2013, il est à l’initiative de ce qui deviendra le Pacte de responsabilité et de solidarité, annoncé par le président de la République François Hollande en décembre 2013. 

### Vie privée
Il est père de six enfants.

### Distinctions
Nommé commandeur de la Légion d'honneur le 4 juillet 2006, il est promu à la dignité de grand officier le 14 juillet 2011. Il est également nommé grand croix de l'ordre national du Mérite en 2014.